# Monte Caxado
El monte Caxado constituye con sus 756 m s. n. m. una de las montañas más altas de la provincia de La Coruña, al noroeste de Galicia, en el ayuntamiento de Puentes de García Rodríguez  (España). Es la montaña más alta del municipio de Puentes de García Rodríguez.